# 봉황고성배 한중정상전
봉황고성배는 중국기원이 주최, 주관, 후원하는 이벤트 대회이다. 남방장성을 홍보하기 위해 2003년 창설된 남방장성배는 2년마다 한국과 중국의 정상급 기사를 초청하여 대결을 벌인다. 5회 대회까지는 남방장성배로 치러지다 6회 대회부터 공식 명칭을 봉황고성배로 변경하였다. 우승 상금은 40만 위안, 준우승 상금은 28만 위안이다.
9회 대회부터 한,중 최정상간 2인 단판승부에서, 8강 초청 토너먼트로 변경되었고, 일본기사도 초청한다. 제한시간 1시간, 초읽기는 30초 3회. 우승상금은 30만 위안, 준우승 15만위안, 4강 패자 8만위안, 8강패자 6만위안이다.

## 특이사항
- 2회 대회에서 이창호와 창하오가 3패빅 무승부를 이루어 화제가 되었다.
- 4회 대회에서 한국기원과의 문제로 휴직 중이었던 이세돌을 초청하였다.

## 역대 우승자
| 회수 | 연도 | 우승     | 전적   | 준우승   |
| ---- | ---- | -------- | ------ | -------- |
| 1    | 2003 | 조훈현   | 1-0    | 창하오   |
| 2    | 2005 | 이창호   | 무승부 | 창하오   |
| 3    | 2007 | 뤄시허   | 1-0    | 이세돌   |
| 4    | 2009 | 이세돌   | 1-0    | 구리     |
| 5    | 2011 | 최철한   | 1-0    | 쿵제     |
| 6    | 2013 | 천야오예 | 1-0    | 박정환   |
| 7    | 2015 | 김지석   | 1-0    | 탕웨이싱 |
| 8    | 2017 | 커제     | 1-0    | 박정환   |
| 9    | 2019 | 퉈자시   | 1-0    | 장웨이제 |